# Megarhyssa hainanensis
Megarhyssa hainanensis là một loài tò vò trong họ Ichneumonidae.